# Чубут (река)
Чубут (на испански: Rìo Chubut) е река в южната част на Аржентина, в провинциите Рио Негро и Чубут, вливаща се в Атлантическия океан. Дължината ѝ е 810 km, а площта на водосборния басейн – 114 933 km². В буквален превод от езика на индианското племе туелче означава прозрачен.
Река Чубут води началото си на 1845 m н.в., от източните склонове на Патагонските Анди, в крайната югозападна част на провинция Рио Негро. След около 50 km навлиза в провинция Чубут и до устието си тече през нея. В най-горното си течение е типична планинска река с тясна долина и бурно течение. След устието на десния си приток Гуалхайна излиза от планините и до устието си тече през пустинното Патагонско плато в тясна и дълбока долина, но вече с бавно и спокойно течение. Влива се в Атлантическия океан при град Росон, административен център на провинция Чубут. Основни притоци: леви – Ньорхинхо, Северна Рио Чико (200 km); десни – Гуалхайна (Тека, 200 km), Южна Рио Чико (300 km, най-голям приток). Поради сухия климат, през който протича, река Чубут е маловодна целогодишно и само през зимата се наблюдава слабо покачване на оттока. Средният годишен отток в устието е 51 m³/s. На около 120 km нагоре от град Трелю е изграден големият язовир „Флорентино Аметино“ с площ 70 km². В най-долното ѝ течение е разположен град Трелю, а в устието – град Росон, административен център на провинция Чубут.